# Kasjusz Cherea
Kasjusz Cherea (łac. Cassius Chaerea, ur. 12 p.n.e., zm. 41 n.e. w Rzymie) – rzymski żołnierz, trybun wojskowy pretorianów, tyranobójca.

## Życiorys
Przez wiele lat był żołnierzem, między innymi uczestniczył w walkach w Germanii pod dowództwem Germanika. Przypisuje mu się również uratowanie rodziny Germanika po buncie w legionach nad Renem, stąd zaufanie ze strony jego syna, cesarza Kaliguli. Od niego też otrzymał godność trybuna.

Uczestniczył w spisku przeciwko Kaliguli oraz w jego zabójstwie 24 stycznia 41 roku – sam zadał decydujący cios: 

Jedni twierdzą, że gdy cesarz rozmawiał z chłopcami, Cherea z tyłu w kark ugodził go śmiertelnie mieczem, wołając „bij”, następnie Korneliusz Sabinus, drugi ze spiskowców, trybun, z drugiej strony przebił mu pierś. Inni znowu podają, że najpierw wtajemniczeni centurionowie usunęli tłum, potem Sabinus zwyczajem wojskowym przystąpił do cesarza po hasło, a gdy Gajus [Kaligula] odpowiedział „Jowisz”, w tej chwili Cherea zakrzyknął „Niech się dzieje pomsta!” i rozpłatał mu szczękę, gdy Kaligula usiłował spojrzeć wstecz. Leżąc już cały w skurczach, wołał, „że jeszcze żyje”. Reszta spiskowców dobiła go trzydziestoma ciosami (...). Niektórzy wbili żelazo nawet w organy męskie.

 Niechęć do cesarza wynikała także z przyczyn osobistych – Kaligula bowiem szydził z jego wysokiego, kobiecego głosu, który wyraźnie nie pasował do jego potężnej, atletycznej postury: 

Gajus [Kaligula] miał zwyczaj piętnować tego starszego już oficera przezwiskiem niedołęgi i baby, obrzucając wszelkimi obelgami. Gdy ten pytał o hasło, dawał „Priap” [erekcja] lub „Wenera” [eunuch]. Gdy dziękował mu za coś, podawał dłoń do pocałowania, nadając jej sprośny kształt i ruch.

 Kasjusz Cherea został skazany na śmierć przez cesarza Klaudiusza i stracony. Egzekucji (na prośbę samego Kasjusza) dokonano tym samym mieczem, którym śmiertelnie ugodził Kaligulę.